# Kaarlo Kangasniemi
Kaarlo Olavi Kangasniemi, född 4 februari 1941 i Kulla i landskapet Satakunda, är en före detta finländsk tyngdlyftare och OS-segrare.
Vid OS i Mexico City 1968 vann Kangasniemi Finlands enda guldmedalj under spelen. Han tävlade i klassen under 90 kg och hans sammanlagda resultat var 517,5 kg. 
Kangasniemi har efter sin aktiva karriär medgett att han använde dopning, anabola steroider. Dessa var inte förbjudna när han vann guldmedaljen och bruket av dem var utbrett.